# Anton Kob

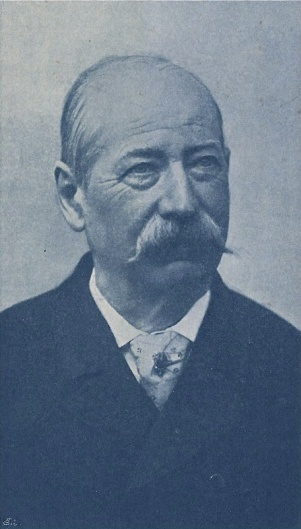
Anton Kob

Anton Kob (* 7. September 1822  in Partschins; † 29. Dezember 1895 in Bozen) war ein österreichischer Bildhauer und Fassmaler aus Tirol.

## Leben
Anton Kob arbeitete ab seinem 17. Lebensjahr in der Mühle seines Vaters als Geselle. Im Jahr darauf lernte er beim Kalterer Meister Hanny das Vergolden. Ab 1845 bekam er erste Aufträge als Fassmaler in St. Walburg, Partschins und Meran. Nach dem Tod der Eltern verpachtete er die Mühle und ging auf Reisen nach München; in Augsburg arbeitete er später als Vergoldergehilfe. Ab 1852 lernte Kob bei Johann Baptist Pendl die Bildhauerei und wurde später dessen Schwiegersohn. Im Mai 1859 verkaufte er die heimische Mühle und zog mit seiner Ehefrau Anna nach Gries, vier Jahre später nach Bozen.
Das Werkverzeichnis Anton Kobs umfasst etwa 300 Arbeiten, seine Holzschnitzarbeiten waren teilweise in Lebensgröße. Der Großteil wurde für die nähere Umgebung erstellt, 
die Figuren sind aber auch nach England, Russland, Nordamerika, Brasilien und Australien verkauft worden.
Kob war unter anderem auch Gründungsmitglied und langjähriger Bibliothekar des Museumsvereins Bozen und Zeichenlehrer beim dortigen Gesellenverein.

## Werke (Auswahl)
- Bozen, Heinrichskirche, Figuren an der Fassade[4]
- Bozen, St. Peter auf Karnol, Statuen[5]
- Leifers, Pfarrkirche St. Anton und Nikolaus, Hochaltar, Seitenfiguren Hll. Nikolaus und Anton Abt[6]
- Partschins, St. Helena auf der Töll, Statue Hl. Valentin[7]
- Lengmoos, Pfarrkirche Maria Himmelfahrt, Altarantependium, Letztes Abendmahl[8]
- Ritten, St. Vigilius im Dorf, Statuen am Hochaltar[9]
- Truden, St. Blasius, Hochaltar[10]
- Villanders, Pfarrkirche zum heiligen Stephan, am Hochaltar Relieffiguren Stephanus und Laurentius[11]
- Völlan, Kapelle am Weinreichhof, Statuen Herz Jesu und Herz Maria[12]